# Walnut Grove (Mississippi)
Walnut Grove è una città (town) degli Stati Uniti d'America, situata nella contea di Leake, nello Stato del Mississippi.